# Вале Ферара (Беневенто)
Вале Ферара је насеље у Италији у округу Беневенто, региону Кампанија.
Према процени из 2011. у насељу је живело 46 становника. Насеље се налази на надморској висини од 702 м.